# Parque Alcalde
El Parque Alcalde es un parque urbano de la ciudad de Guadalajara. Está ubicado en la calle Jesús García de la colonia La Normal. Fue inaugurado el 30 de diciembre de 1961 por el gobernador Juan Gil Preciado.

## Historia
Durante la gubernatura de Agustín Yáñez se inició la expropiación del terreno donde se construiría el parque. Originalmente, el proyecto contemplaba un parque de 26 hectáreas, pero en las negociaciones finales se redujo a casi 17 hectáreas. Fue inaugurado en 1961 por el gobernador Juan Gil Preciado y el presidente municipal Juan Ignacio Menchaca Manjarrez.  Fue obra del arquitecto Alberto Ouresty. Destacan el lago artificial y la fuente la Monumental inspirada en una de la Villa de Este en Italia. Es de cinco niveles y mide diez metros. Antiguamente se encontraba una estatua de Francisco Tenamaztle en el parque, esta fue trasladada frente a la Parroquia de San Sebastián de Analco y ahora se encuentra en la Plaza Fundadores.
Fue nombrado en honor al ilustre obispo Antonio Alcalde y Barriga. El parque fue el primer rescate ecológico en el valle de Atemajac, ya que era un basurero municipal. En esos tiempos la zona donde se ubica el parque no estaba tan urbanizada. Solo se encontraban el Panteón de Mezquitán y el Barrio del Santuario por ahí. Fue en este parque donde se cree que se le dio el apelativo la ciudad de las rosas a Guadalajara. Esto se debe a un millón de rosales que fueron donados por una empresa norteamericana durante la inauguración del parque. Estas fueron plantadas en el interior del parque y lo distinguieron de otros parques en la ciudad como el Parque Agua Azul y el Parque Revolución. Se convirtió en el primer vivero para reproducir rosales en la ciudad. Por muchos años fue escenario del ballet el lago de los cisnes como parte de las Fiestas de Octubre.
La noche del 30 de octubre de 1964 durante su estadía en la ciudad Walt Disney participó en un evento acerca de la cultura mexicana como parte de un programa de intercambio cultural.
En 1971 una escena de la película Un sueño de amor, protagonizada por José José y Verónica Castro, fue grabada en el parque.
En 2017 terminaron las remodelaciones del parque, incluyendo la apertura del Acuario Michin. El presidente municipal Enrique Alfaro Ramírez hizo la entrega de las obras que costaron 54 millones de pesos.
Se puede llegar al parque en la estación La Normal de la Línea 3 del Tren Eléctrico Urbano de Guadalajara.

## Lugares de interés
El parque tiene en su interior:
- Acuario Michin
- Áreas infantiles
- Parque de patinaje
- Senderos